# Championnats d'Europe d'haltérophilie 1949
Navigation
Édition précédente Édition suivante
Les championnats d'Europe d'haltérophilie 1949, vingt-neuvième édition des championnats d'Europe d'haltérophilie, ont eu lieu en 1949 à La Haye, aux Pays-Bas.

## Résultats
| Catégorie | Or              | Or       | Argent          | Argent   | Bronze          | Bronze   |
| --------- | --------------- | -------- | --------------- | -------- | --------------- | -------- |
| - 56 kg   | Marcel Thévenet | 267,5 kg |                 |          |                 |          |
| - 60 kg   | Johan Runge     | 312,5 kg | Max Heral       | 302,5 kg | Einar Sundström | 270 kg   |
| - 67,5 kg | Arvid Andersson | 322,5 kg | Unto Lehtonen   | 300 kg   | Theodore Huyghe | 297,5 kg |
| - 75 kg   | Ernest Peppiatt | 335 kg   | Frank Teräskari | 332,5 kg | Lauri Kinnunen  | 330 kg   |
| - 82,5 kg | Jean Debuf      | 382,5 kg | Ernest Roe      | 350 kg   | Juhani Vellamo  | 342,5 kg |
| + 82,5 kg | Niels Petersen  | 390 kg   | Robert Allart   | 387,5 kg | Raymond Herbaux | 365 kg   |